# Emerson Boozer
College Football Hall of Fame 2010
(en) Statistiques sur pro-football-reference
Emerson Y. Boozer Jr., né le 4 juillet 1943 à Augusta, est un joueur américain de football américain.

## Biographie

### Enfance
Boozer étudie à la Lucy Craft Laney High School d'Augusta où il commence à se faire repérer par les recruteurs,. Cependant, il ne reçoit pas de bourse sportive pour le football, ces dernières n'étant pas remises aux personnes de couleur noire, mais il intègre tout de même le Maryland State College, ancien nom de l'université de Maryland Eastern Shore.

### Carrière

#### Université
Étudiant de 1962 à 1965, Boomer participe aux succès de l'équipe comme running back, décrochant deux nominations comme All-American en 1964 et 1965 par le Pittsburgh Courier et deux présences dans l'équipe de la saison de la Central Intercollegiate Athletic Association. Sur sa carrière universitaire, il parcourt 2 537 yards et inscrit vingt-deux touchdowns avant d'être introduit au College Football Hall of Fame en 2010.

#### Professionnel
Emerson Boozer est sélectionné au septième tour de la draft 1966 de la NFL par les Steelers de Pittsburgh mais également par les Jets de New York à celui de l'American Football League, au sixième tour sur la quarante-sixième sélection. Choisissant la franchise new-yorkaise, Boozer travaille d'abord en équipe avec Matt Snell avant de se montrer lors de l'année 1967 et d'inscrire dix touchdowns, décrochant le titre de meilleur marqueur de la ligue sur la saison. Il se blesse sérieusement au genou et déclare forfait après six rencontres.
Le coureur devient l'un des meilleurs joueurs de l'histoire des Jets et remporte le Super Bowl III et deux présences dans le All-Star Game de l'AFL en 1966 et 1968. En dix saisons avec New York, il court sur 5 135 yards et marque soixante-cinq touchdowns, se voyant introduit dans le cercle d'honneur des Jets de New York en 2015 avec Matt Snell.